# Обикновена коралова змия
Обикновените коралови змии (Micrurus corallinus) са вид влечуги от семейство Аспидови (Elapidae).
Разпространени са в източната част на Южна Америка.
Таксонът е описан за пръв път от германския естественик Блазиус Мерем през 1820 година.